# Kościół Stygmatów św. Franciszka w Szumie
Kościół Stygmatów św. Franciszka – rzymskokatolicki kościół filialny, znajdujący się w miejscowości Szum (gmina Wołczyn), należący do parafii św. Józefa Robotnika w Zawiści w dekanacie Zagwiździe, diecezji opolskiej.

## Historia kościoła
Początkowo Szum miał tylko kaplicę, jednak po pewnym czasie okazała się ona za mała dla katolików zamieszkujących okoliczne miejscowości. Dzięki staraniom miejscowej ludności, w sierpniu 1928 roku rozpoczęto budowę. Plan kościoła wykonał architekt Jan Vogel z Miechowic, prace prowadziła firma Hasse z Wołczyna, a nad całością budowy czuwał ksiądz W. Schampera, proboszcz parafii Świętej Trójcy w Bogacicy. W listopadzie 1928 roku zakończono prace murarskie, a już 30 grudnia 1928 roku, ks. kanonik Wilczek odprawił pierwszą mszę świętą.
Obecnie kościół filialny w Szumie jest już prawie samodzielną jednostką, posiada bowiem własny cmentarz oraz przykościelną kostnicę.

## Architektura i wnętrze kościoła
Świątynia w Szumie wybudowana została w stylu neoromańskim. Wyposażenie wnętrza kościoła wykonane zostało przez okolicznych fachowców, m.in. ołtarze wykonał rzeźbiarz Frasek z Kuniowa, ambonę, balaski oraz ławki Tomasz Krystossek z Zawiści, balustradę na chórze muzycznym cieśle z Szumu, malowanie kościoła natomiast wykonał malarz plastyk z Kluczborka. Meble do zakrystii wykonane i zamontowane zostały dopiero po II wojnie światowej przez stolarza z Bogacicy. W 1978 roku miał miejsce remont kościoła. Odmalowano wówczas wnętrze, odremontowano organy, zelektryfikowano dzwony oraz powiększono zakrystię.